# Service technique de la navigation aérienne
Le Service technique de la navigation aérienne (STNA), était un service rattaché à la Direction Générale de l'Aviation civile, chargé, jusqu'à sa disparition en 2005, de définir, faire réaliser et installer les grands systèmes de la navigation aérienne et d'assister le contrôle aérien au bénéfice de la Direction de la navigation aérienne (DNA) qui assumait à la fois le rôle de régulateur de la Navigation aérienne et la fonction d'opérateur de contrôle du trafic aérien. 
En mars 2005, dans le cadre de la réforme de la DGAC, le CENA et le STNA ont fusionné pour devenir la Direction de la technique et de l'innovation (DTI) de la DSNA, nouveau prestataire des services de la Navigation aérienne française.
Ainsi, le STNA est devenu la Sous direction des systèmes opérationnels de la DTI avant une nouvelle réorganisation en 2006 en domaines.